# DMZ (komiks)

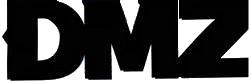

DMZ (po polsku także: DMZ – Strefa zdemilitaryzowana) – amerykańska seria komiksowa, stworzona przez Briana Wooda (scenariusz) i Riccarda Burchielliego (rysunki), rozgrywająca się w przyszłości i opowiadająca o przygodach Matthew Rotha, dziennikarza w podzielonym zasiekami Nowym Jorku po wojnie domowej w USA. Tytułowa strefa zdemilitaryzoana (ang. „DMZ – Demilitarized Zone”) obejmuje Manhattan, będący pod ostrzałem snajperów, zaś znajdujący się tam ludzie starają się ułożyć normalne życie.

## Historia publikacji i wydania
Seria publikowana była od listopada 2005 do lutego 2012 jako miesięcznik przez DC Comics w kolekcji Vertigo. Ukazały się 72 zeszyty, zebrane w 12 tomach zbiorczych, a następnie pięciotomowym wydaniu twardookładkowym. W 2008 nakładem wydawnictwa Manzoku ukazał się tom DMZ po polsku (zatytułowany W strefie), zawierający pierwszych pięć zeszytów serii, jednak publikacja została zawieszona. W 2020 polską edycję DMZ wznowiło wydawnictwo Egmont Polska (pod tytułem DMZ – Strefa zdemilitaryzowana) w formie zbiorczych tomów zawierających po 12 zeszytów serii.

## Tomy wydane po polsku

### W miękkiej oprawie
| Tom | Tytuł i rok wydania polskiego | Tytuł i rok wydania oryginalnego | Zawartość       |
| --- | ----------------------------- | -------------------------------- | --------------- |
| 1   | W strefie (2008)              | On the Ground (2006)             | DMZ zeszyty 1–5 |

### W twardej oprawie
| Tom | Tytuł i rok wydania polskiego                         | Tytuł i rok wydania oryginalnego     | Zawartość         |
| --- | ----------------------------------------------------- | ------------------------------------ | ----------------- |
| 1   | DMZ – Strefa zdemilitaryzowana: Część pierwsza (2020) | DMZ Deluxe Edition Book One (2014)   | DMZ zeszyty 1–12  |
| 2   | DMZ – Strefa zdemilitaryzowana: Część druga (2020)    | DMZ Deluxe Edition Book Two (2014)   | DMZ zeszyty 13–28 |
| 3   | DMZ – Strefa zdemilitaryzowana: Część trzecia (2020)  | DMZ Deluxe Edition Book Three (2014) | DMZ zeszyty 29–44 |
| 4   | DMZ – Strefa zdemilitaryzowana: Część czwarta (2021)  | DMZ Deluxe Edition Book Four (2015)  | DMZ zeszyty 45–59 |
| 5   | DMZ – Strefa zdemilitaryzowana: Część piąta (2021)    | DMZ Deluxe Edition Book Five (2015)  | DMZ zeszyty 60–72 |